# Joseph Anthony Zziwa
Joseph Anthony Zziwa (ur. 16 lutego 1956 w Mubende) – ugandyjski duchowny rzymskokatolicki, od 2004 biskup Kiyinda–Mityana.

## Życiorys
Święcenia kapłańskie otrzymał 16 listopada 1980 i został inkardynowany do diecezji Kiyinda–Mityana. Po święceniach wykładał historię w miejscowym seminarium, zaś w 1984 wyjechał do Louvain-La-Neuve i rozpoczął studia doktoranckie z historii Kościoła (ukończone w 1990). Po powrocie do kraju został wikariuszem w Busuubiza, a następnie wykładowcą (później także prorektorem) krajowego seminarium w Ggaba.

### Episkopat
19 listopada 2001 został mianowany przez papieża Jana Pawła II biskupem koadiutorem Kiyinda–Mityana. Sakrę biskupią przyjął 16 marca 2002 z rąk ówczesnego ordynariusza tejże diecezji, Josepha Mukwayi. Po przejściu bp. Mukwayi na emeryturę (23 października 2004) przejął po nim rządy w diecezji.